# Вестник на жената
„Вестник на жената“ е седмичник за литература, мода, домакинство и обществен живот. Излиза в София през 1921 - 1944 г. Основан е в 1921 година от Христо Чолчев и помощничката му, а после съпруга Пенка Чолчева.
Вестникът защитава равноправието на половете, като утвърждава ролята на жените в обществения и духовен живот на България. В него се поместват статии за значими жени в световната история, статии свързани с педагогиката и литературата, стихотворения и художествена проза. Публикуват се материали свързани с кулинарията, домакинството и хигиената. Всеки месец към вестника се разпространява и приложение с кройки и модели.
Към „Вестник на жената“ сътрудничат Елисавета Багряна, Дора Габе, Ана Карима, Мария Грубешлиева, Георги Стаматов, Емануил Попдимитров, Гео Милев, Христо Радевски, Йордан Йовков, Димитър Панталеев, Теодор Траянов, Стилиян Чилингиров, Константин Петканов, Георги Райчев, Людмил Стоянов.